# Монтиньи-ле-Тийёль
Монтиньи́-ле-Тийёль (фр. Montigny-le-Tilleul, валлон. Mont’gnî / Montniye-Tiyoû / Montgneye-Tiyoû) — коммуна в Валлонии, расположенная в провинции Эно, округ Шарлеруа. Принадлежит Французскому языковому сообществу Бельгии. На площади 15,10 км² проживают 10 205 человек (плотность населения — 676 чел./км²), из которых 47,55 % — мужчины и 52,45 % — женщины. Средний годовой доход на душу населения в 2003 году составлял 14 886 евро.
Почтовые коды: 6110, 6111. Телефонный код: 071.